# Cacofota
Cacofota là một chi bướm đêm thuộc họ Noctuidae.